# 嘉喜門院
嘉喜門院（かきもんいん，?—?），日本南北朝時代女院、歌人。
南朝後村上天皇的女御，推定为長慶天皇、後龜山天皇的生母。正平23年（1368年）後村上天皇崩御後、受女院号宣下。近世南朝系图关白近卫经忠之女，名勝子（かつこ／しょうし），关白二条師基的猶子，号三位局。嘉喜門院善弹琵琶，帝崩，哀慕感愴，不復親彈。天授三年七月七日夜，後龜山天皇數請嘉喜門院彈琵琶，嘉喜門院為他彈奏。後龜山天皇作和歌：「斯くてのみ加久氐能美，耐えすぎかはや多曳孺岐加婆夜，其上の曾能加美能，無き思ほゆる阿岐於毛保由流，峰の松風美禰能麻津加筮。」嘉喜門院应和：「哀れとも阿波禮斗毛，君ぞ聞きける岐美存岐岐計流，今ははや以麻波波夜，吹き絕えぬべき布岐多曳奴倍岐，峰の松風美彌能麻豆加筮。」宗良親王撰新葉和歌集，向嘉喜門院請和歌。嘉喜門院派大納言藤原實為書和歌百餘首，贈与宗良。

## 脚注
- 井上宗雄 「嘉喜門院」（『国史大辞典 第3卷』 吉川弘文館、1983年、ISBN 9784642005036）